# 黄潤玉
黄 潤玉（こう じゅんぎょく、1389年 - 1477年）は、明代の儒学者・官僚。字は孟清、号は南山。本貫は寧波府鄞県。

## 生涯
黄良と史氏のあいだの子として生まれた。1403年（永楽元年）、江南の富民が北京に移されることになると、潤玉は父に代わって移住を志願した。官はかれの年少を咎めたが、潤玉が「父が行っては日ごとに老いるばかりですが、子が行くなら日ごとに成長します」と答えたので、官は移住を許可した。
1420年（永楽18年）、潤玉は順天府の郷試に及第した。建昌府学訓導に任じられた。父が死去したため、潤玉は帰郷して喪に服した。喪が明けると、潤玉は南昌府学訓導に転じた。宣徳年間、推薦により交趾道御史に抜擢された。湖広に出向して按察し、両司以下の職務不適格な者120人を排斥した。
1437年（正統2年）、楊士奇の推薦により、潤玉は広西提学僉事に抜擢された。ときに反乱が起こり、官軍の都指揮の呉某がゆえなく子女1万人あまりを攫っていたことから、潤玉は呉を弾劾して帰させた。副使の李立が死罪に落とした民衆が数百人に達していたため、潤玉はかれらを弁護して釈放させた。南丹衛の衛所が万山の中にあり、駐屯する兵士の多くが疫病で命を落としていたことから、潤玉は衛所を開けた場所に移すよう上奏した。
母が死去したため、潤玉は帰郷して喪に服した。喪が明けると、潤玉は湖広按察僉事として再起した。湖広巡撫の李実の親類旧友二人を弾劾して罷免させ、李実の怒りを買った。1452年（景泰3年）、潤玉は刑律を暗記していないと李実に弾劾され、含山知県に左遷された。老齢を理由に辞職して帰郷した。1477年（成化13年）5月2日、死去した。享年は89。著書に『儀礼戴記附注』5巻・『考定深衣古制』1巻・『経書補注』4巻・『経譜』1巻・『学庸通旨』1巻・『道徳経注解』2巻・『海涵万象録』3巻・『南山稿』があった。

## 子女
- 黄性（永新訓導）
- 黄教
- 黄道
- 黄隆（1454年の進士、四川按察司副使）
- 黄達（国子監生）